# Marcel Ostertag
Marcel Ostertag (geb. 1979 in Berchtesgaden) ist ein deutscher Modedesigner sowie auch der Name des von ihm 2006 begründeten Modelabels.

## Leben
Mit fünf Jahren begann Ostertag Ballett zu lernen, ging ans Salzburger Landestheater und später für 13 Jahre an die Wiener Staatsoper. Nachdem er verletzungsbedingt aufhören musste zu tanzen, besuchte er kurzzeitig die Esmod Modeschule in München und studierte im Anschluss am Londoner Central Saint Martins College, wo er 2004 einen Bachelor-Abschluss machte und für seine Herrenmode-Abschlusskollektion einen Preis erhielt. Den anschließenden Master-Studiengang schloss er 2006 ab. Im selben Jahr gründete er sein eigenes Modeunternehmen, die Marcel Ostertag GmbH in München. Zu Beginn bestand eine Kooperation mit der Wiener Designerin Martina Rogy, die er an der Esmod kennengelernt hatte, über zwei Ladengeschäfte namens Rogy & Ostertag in München und Wien (Anfang 2008 geschlossen). Seine Kollektionen für Damen und Herren zeigte Ostertag 2006 bei der London Fashion Week. 2007 gewann er den Moët & Chandon Fashion Debut Preis in Berlin, der ihm die Teilnahme an der Berlin Fashion Week ermöglichte. Dort wurde Ostertag 2008 der Karstadt New Generation Award verliehen. Seine Herrenmodekollektion stellte Ostertag 2008 ein; seither konzentriert er sich auf Damenmode. 2009 ging er eine Kooperation mit Karstadt über eine Modekollektion für das Warenhaus ein. 2013 gewann er den Fernseh-Modewettbewerb „Fashion Hero“ auf ProSieben; Karstadt kaufte daraufhin seine in der Sendung vorgestellte Kollektion. Zum 1. Februar 2016 verlegte Ostertag seinen Firmensitz von München nach Berlin. Im Februar 2016 zeigte er seine Kollektionen erstmals bei der New York Fashion Week. Die Teilnahme ermöglichte ihm ein Sponsorprogramm von DHL Exported in Zusammenarbeit mit dem Veranstalter der NYFW. Ostertag legt Wert auf das Label Made in Germany und lässt seine Mode daher in Ostdeutschland, und bewusst nicht im Ausland wie bspw. im asiatischen Raum, fertigen.